# Ceratostylis keysseri
Ceratostylis keysseri är en orkidéart som beskrevs av Rudolf Schlechter. Ceratostylis keysseri ingår i släktet Ceratostylis och familjen orkidéer. Inga underarter finns listade i Catalogue of Life.